# Chris Smildiger
Christiaan Henderik (Chris) Smildiger (Den Haag, 2 maart 1929, aldaar, 21 oktober 2010) was een Nederlandse atleet, die zich had toegelegd op de sprint. Hij blonk met name uit op het lange sprintnummer, de 400 m, op welke afstand hij tweemaal Nederlands kampioen werd. Na zijn sportloopbaan was hij actief als jazz-musicus.

## Biografie

### Atletiek
Smildiger, lid van het toenmalige SHOT, stapte op twintigjarige leeftijd over naar de Haagse atletiekvereniging VenL, die later fuseerde met De Trekvogels, om vervolgens in 1991 op te gaan in het tegenwoordige HAAG Atletiek. In 1953 veroverde Smildiger als VenL-atleet zijn eerste titel. In een race die als een van de fraaiste van de Nederlandse kampioenschappen van dat jaar werd beschreven, won hij vanuit de ongunstige buitenbaan de 400 m in 50,5 s en onttroonde de kampioen van het jaar ervoor, Bart Verwey (50,6).
Twee jaar later herhaalde hij deze prestatie. Onder slechte omstandigheden – het regende en stormde - startte Smildiger ditmaal vanuit de binnenbaan en had hij na 225 meter al zijn tegenstanders 'te pakken'. Zijn winnende tijd was nu 49,6.
Ook bij de in die periode in zwang zijnde nationale B-kampioenschappen, speciaal in het leven geroepen voor de atleten die zich net onder het nationale topniveau bevonden, veroverde hij eenmaal een kampioenschap: in 1953 werd hij hier op de 800 m eerste in 2.03,4.
Chris Smildiger, die tijdens zijn atletiekloopbaan aan zestien interlandwedstrijden deelnam, was voor zijn vereniging een grote steunpilaar in de ploeg, die de jaarlijkse strijd om de PH-beker aanging. De 4 × 400 meter estafetteploeg van VenL, met Smildiger als motor, was jarenlang een geduchte tegenstander in de strijd om de hoogste clubeer van Nederland.

### Muziek
Na zijn atletiekloopbaan maakte Chris Smildiger naam als muzikant. Hij speelde in binnen- en buitenland met een aantal combo's en artiesten zoals de Dutch Swing College Band, het Cab Kaye Trio, de Reunion Jazzband en Jean "Toots" Thielemans. Smildiger was buitengewoon veelzijdig. Hij speelde behalve als bassist en pianist ook als klarinettist en als gitarist.

## Nederlandse kampioenschappen
| Onderdeel | Jaar       |
| --------- | ---------- |
| 400 m     | 1953, 1955 |

## Persoonlijke records
| Afstand | Prestatie | Jaar |
| ------- | --------- | ---- |
| 200 m   | 21,9 s    |      |
| 400 m   | 49,1 s    | 1955 |

- Library of Congress Control Number: no2020061642
- Virtual International Authority File: 95159032825501182669